# Zuzana Alžběta z Thurnu
Zuzana Alžběta z Teuffenbachu nebo též z Tiefenbachu provdaná z Thurnu (německy Susanna Elisabeth von Teuffenbach/Tiefenbach, * před rokem 1597 - 1650, Bratislava) byla česko-rakouská šlechtična ze druhé hlavní (Jiřské) linie rodu Teuffenbachů.

## Život

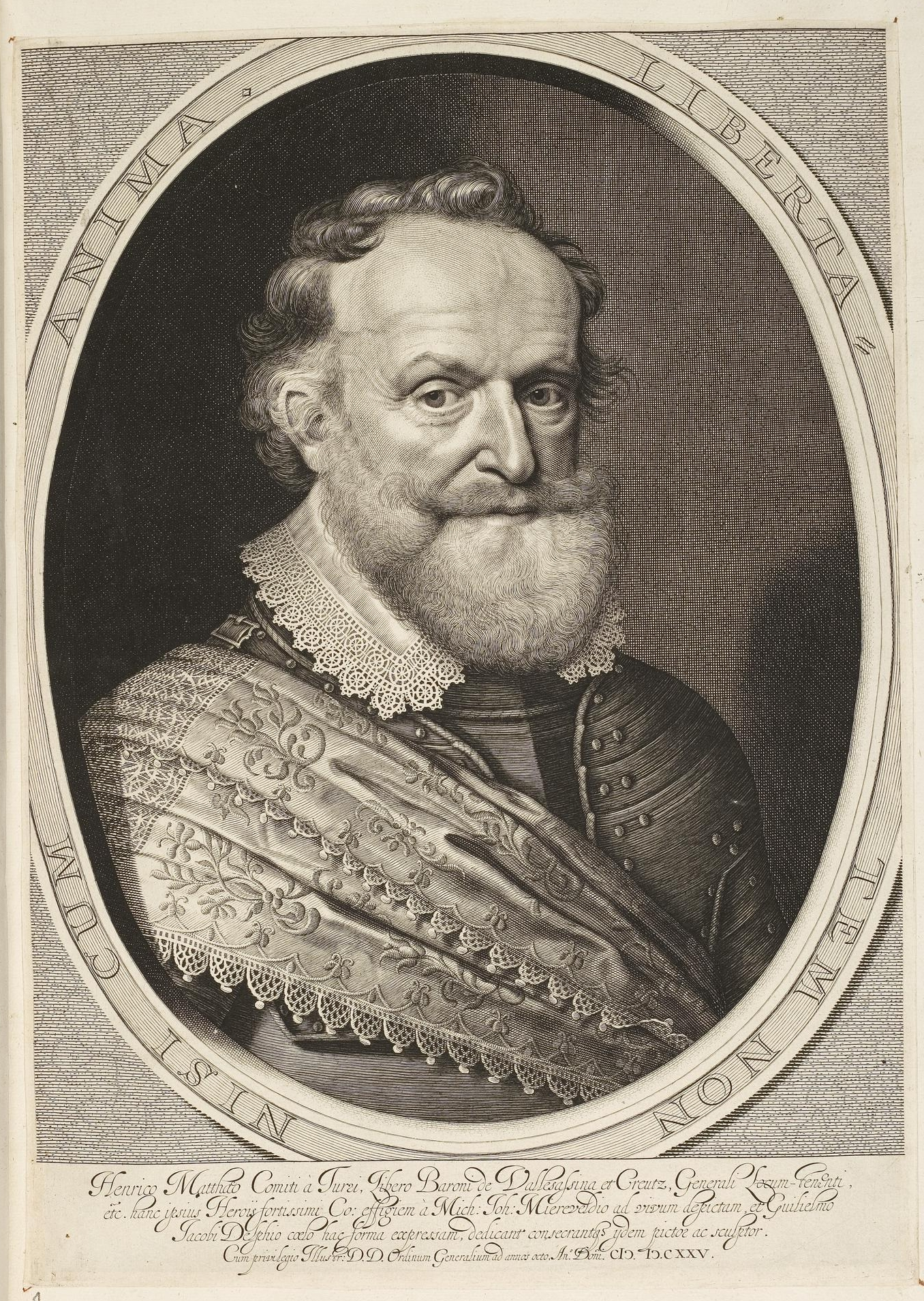
Jeden z vůdců stavovského povstání Jindřich Matyáš z Thurnu, manžel Zuzany Alžběty

Narodila se jako jediná dcera Offa z Teuffenbachu († 1609) a jeho manželky Zuzany svobodné paní von Teufel a byla poslední dědičkou bohatého rodu Weißpriachů.
Zuzana Alžběta se stala druhou manželkou vůdce stavovského povstání, hraběte Jindřicha Matyáše z Thurnu.
Po defenestraci v roce 1618 poskytla ochranu otřesenému zemskému místodržícímu Vilému Slavatovi, kterému se po osudném pádu okna z Královského paláce podařilo uprchnout, a následně odcestovala do Vídně požádat císaře o milost pro svého manžela.
Poté pobývala v Bratislavě, kde v roce 1650 také zemřela.

## Zajímavosti
Postava Zuzany Alžběty se objevuje v českém historickém televizním filmu Bůh s námi – od defenestrace k Bílé hoře z roku 2018. V tomto snímku na téma událostí od defenestrace v roce 1618 po bitvu na Bílé hoře a následné období třicetileté války ji ztvárnila herečka Tereza Hofová. Jejího manžela, Jindřicha Matyáše z Thurnu, Karel Dobrý.